# 大河内家政
大河内 家政（おおこうち いえまさ）は安土桃山時代の武士。

## 概要
大河内氏は紀伊国名草郡山東荘大河内村の土豪であった。
家政は天正12年（1584年）3月の小牧・長久手の戦いでは、一族の大河内外記ら雑賀衆36人と共に徳川家康方として和泉国に出陣したが、翌年の紀州征伐では豊臣秀吉方の桑山重晴に攻められて遠江国浜松へと逃れ家康の家臣となったという。
子の大河内孫之丞も雑賀衆の1人として雑賀孫一に従い複数回戦功を挙げた。その後は荒木村重の家臣となり700石を領し、天正6年（1578年）5月の第一次太田城の戦いで戦功を挙げた。